# Mistrovství Evropy v boxu 1965
XVI. mistrovství Evropy v boxu proběhlo ve východním Berlíně, Německo ve dnech 22. až 29. května 1965. Organizátorem turnaje mistrovství Evropy byla Association Internationale de Boxe Amateur (AIBA).

## Československá stopa
Závěrečná příprava probíhala v tréninkovém středisku ČSTV v Nymburce pod dohledem trenéra Miloše Králíčka. Do závěrečné fáze přípravy byli vybráni Miroslav Morávek vs. Miroslav Starý, Pavel Neurath vs. Viliam Mešter, Václav Vojík vs. Alexander Kovács, Jan Zoufal, Bohumil Němeček st. vs. Štefan Brázdil (lehký welter), Vladimír Kučera st. vs. Jiří Šulista (welter), Štefan Ožvoldík, Josef Kapín, František Poláček, Dušan Rybanský. Celou přípravou se linula otázka jestli Bohumil Němeček udělá váhu do 63,5 kg. Trenér Miloš Králíček dokonce žádal trenéra ASD Dukla Kroměříž Horymíra Netuku, aby nebral na zájezd do NDR Štefana Brázdila, aby byl na telefonu k dispozici. Předpoklady se potvrdily, Němeček měl vysokou nadváhu a do Berlína jel Brázdil. Od mladého týmu se v poolympijské sezóně nečekal velký výsledek. Kompletní sestava 10 boxerů byla na ústředí ČSTV schválena kvůli blízkosti Berlína.
Šéftrenér reprezentace: Miloš Králíček
Na mistrovství Evropy startovalo za Československo 10 boxerů:
- −51 kg: Miroslav Morávek (*1946/47) z TJ Spartak Dubncia nad Váhom
- −54 kg: Pavel Neurath (*1942/43) z TJ Lokomotiva Děčín
- −57 kg: Václav Vojík (*1944/45) z TJ Slavoj České Budějovice
- −60 kg: Jan Zoufal (*1938/39) z TJ Rudá hvězda Karlovy Vary
- −63,5 kg: Štefan Brázdil (*1944) z ASD Dukla Kroměříž
- −67 kg: Vladimír Kučera st. (*1942) z TJ Lokomotiva Děčín
- −71 kg: Štefan Ožvoldík (*1944/45) z ASD Dukla Kroměříž
- −75 kg: Josef Kapín (*1945) z TJ Rudá hvězda Karlovy Vary
- −81 kg: František Poláček (*1940) z TJ Jiskra OP Prostějov
- +81 kg: Dušan Rybanský (*1945) z ASD Dukla Kroměříž

## Výsledky
| Muži     | Zlato                     | Stříbro                 | Bronz                     | Bronz                  |
| -------- | ------------------------- | ----------------------- | ------------------------- | ---------------------- |
| –51 kg   | Hans Freistadt (FRG)      | Hubert Skrzypczak (POL) | John McCluskey (SCO)      | Constantin Ciucă (ROU) |
| –54 kg   | Oleg Grigorijev (URS)     | Jan Gałązka (POL)       | Nicolae Gîju (ROU)        | Horst Rascher (FRG)    |
| –57 kg   | Stanislav Stěpaškin (URS) | Brunon Bendig (POL)     | Wolfgang Hübner (GDR)     | Kenneth Buchanan (SCO) |
| –60 kg   | Vilikton Barannikov (URS) | Józef Grudzień (POL)    | James McCourt (IRL)       | Antoniu Vasile (ROU)   |
| –63,5 kg | Jerzy Kulej (POL)         | Preben Rasmussen (DEN)  | Ermano Fasoli (ITA)       | Rupert König (AUT)     |
| –67 kg   | Ričardas Tamulis (URS)    | Luigi Patruno (ITA)     | Vladimír Kučera st. (TCH) | Detlef Dahn (GDR)      |
| –71 kg   | Viktor Agejev (URS)       | Angel Dojčev (BUL)      | Anton Schnedl (AUT)       | Mario Casati (ITA)     |
| –75 kg   | Valerij Popenčenko (URS)  | William Robinson (ENG)  | Lucjan Słowakiewicz (POL) | Wolfgang Trödler (GDR) |
| –81 kg   | Danas Pozniakas (URS)     | Peter Gerber (FRG)      | Béla Horváth (SUI)        | Bernd Anders (GDR)     |
| +81 kg   | Alexandr Izosimov (URS)   | Kiril Pandov (BUL)      | Dušan Rybanský (TCH)      | Ernő Szénási (HUN)     |

## Medailová bilance
V boxu se rozdělilo celkem 10 sad medailí.
| Pořadí | Stát                            |       | Muži    | Muži  | Muži | Celkem |
| Pořadí | Stát                            | Zlato | Stříbro | Bronz |      | Celkem |
| ------ | ------------------------------- | ----- | ------- | ----- | ---- | ------ |
| 1.     | Sovětský svaz (URS)             |       | 8       | 0     | 0    | 8      |
| 2.     | Polsko (POL)                    |       | 1       | 4     | 1    | 6      |
| 3.     | Západní Německo (FRG)           |       | 1       | 1     | 1    | 3      |
| 4.     | Bulharsko (BUL)                 |       | 0       | 2     | 0    | 2      |
| 5.     | Itálie (ITA)                    |       | 0       | 1     | 2    | 3      |
| 6.     | Dánsko (DEN)                    |       | 0       | 1     | 0    | 1      |
| 6.     | Anglie (ENG)                    |       | 0       | 1     | 0    | 1      |
| 8.     | Východní Německo (GDR)          |       | 0       | 0     | 4    | 4      |
| 9.     | Rumunsko (ROU)                  |       | 0       | 0     | 3    | 3      |
| 10.    | Skotsko (SCO)                   |       | 0       | 0     | 2    | 2      |
| 10.    | Československo (TCH)            |       | 0       | 0     | 2    | 2      |
| 10.    | Rakousko (AUT)                  |       | 0       | 0     | 2    | 2      |
| 13.    | Irsko (IRL)                     |       | 0       | 0     | 1    | 1      |
| 13.    | Švýcarsko (SUI)                 |       | 0       | 0     | 1    | 1      |
| 13.    | Maďarská lidová republika (HUN) |       | 0       | 0     | 1    | 1      |
| Celkem | Celkem                          |       | 10      | 10    | 20   | 40     |